# Sobredeterminación

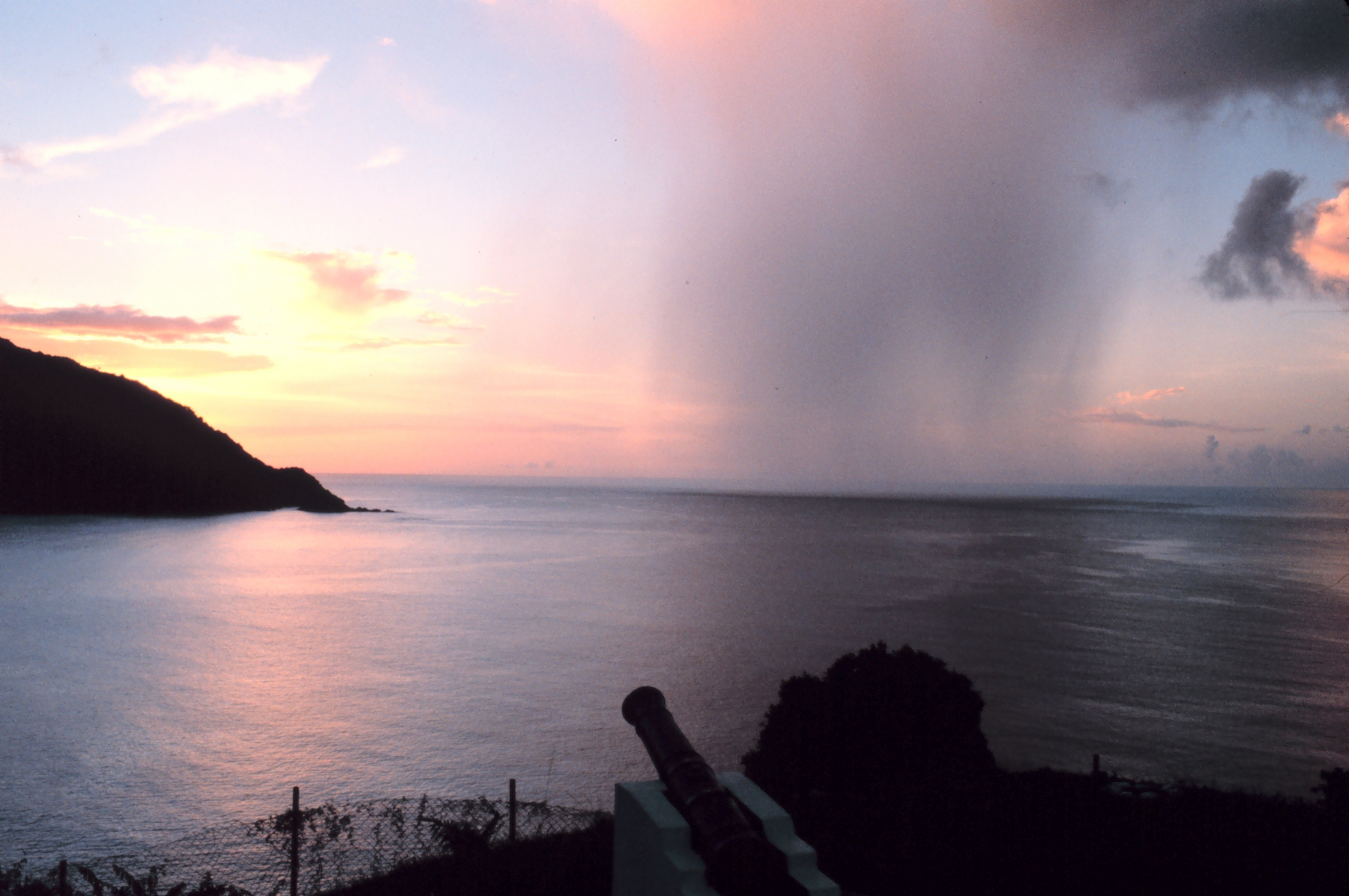
La imagen de la sobredeterminacion.

Sobredeterminación se refiere a la presencia de múltiples causas que determinan un efecto unitario observable en un solo momento. Cualquiera de dichas causas cumple el requisito de "suficiente" para determinar dicho efecto. Es decir, son muchas más las causas presentes que necesarias para determinar el efecto. En la filosofía de la ciencia eso significa que hay más evidencias disponibles que necesarias para justificar una conclusión. La sobredeterminación es un contraste con la subdeterminación, en donde el número o fuerza de las causas es insuficiente. El término sobredeterminación fue acuñado por Sigmund Freud como Überdeterminierung y es un concepto clave en el psicoanálisis.